# برونو منژون
برونو منژون (فرانسوی: Bruno Mingeon‎؛ زادهٔ ۷ سپتامبر ۱۹۶۷) ورزشکار بابسلد اهل فرانسه است.